# Kristijan Toševski
Kristijan Toševski (Tetovo, 6 de mayo de 1994) es un futbolista macedonio que juega de defensa en el K. S. Pogradeci de la Kategoria e Parë. Es internacional con la selección de fútbol de Macedonia del Norte.

## Selección nacional
Toševski fue internacional sub-21 con la selección de fútbol de Macedonia del Norte, antes de convertirse en internacional absoluto el 28 de marzo de 2017, en un amistoso, que terminó con victoria macedonia por 3-0, frente a la selección de fútbol de Bielorrusia.

## Clubes
| Club            | País                | Año       |
| --------------- | ------------------- | --------- |
| F. K. Teteks    | Macedonia           | 2012-2016 |
| F. K. Pelister  | Macedonia           | 2016-2017 |
| F. K. Vardar    | Macedonia del Norte | 2018-2020 |
| K. F. Tirana    | Albania             | 2020-2023 |
| F. C. Shkupi    | Macedonia del Norte | 2023-2025 |
| K. S. Pogradeci | Albania             | 2025-     |

## Palmarés

### Títulos nacionales
| Título                                  | Club           | País                | Año  |
| --------------------------------------- | -------------- | ------------------- | ---- |
| Copa de Macedonia                       | F. K. Teteks   | Macedonia           | 2013 |
| Copa de Macedonia                       | F. K. Pelister | Macedonia           | 2017 |
| Primera División de Macedonia del Norte | F. K. Vardar   | Macedonia del Norte | 2020 |
| Superliga de Albania                    | K. F. Tirana   | Albania             | 2022 |